# Macarena Pizarro

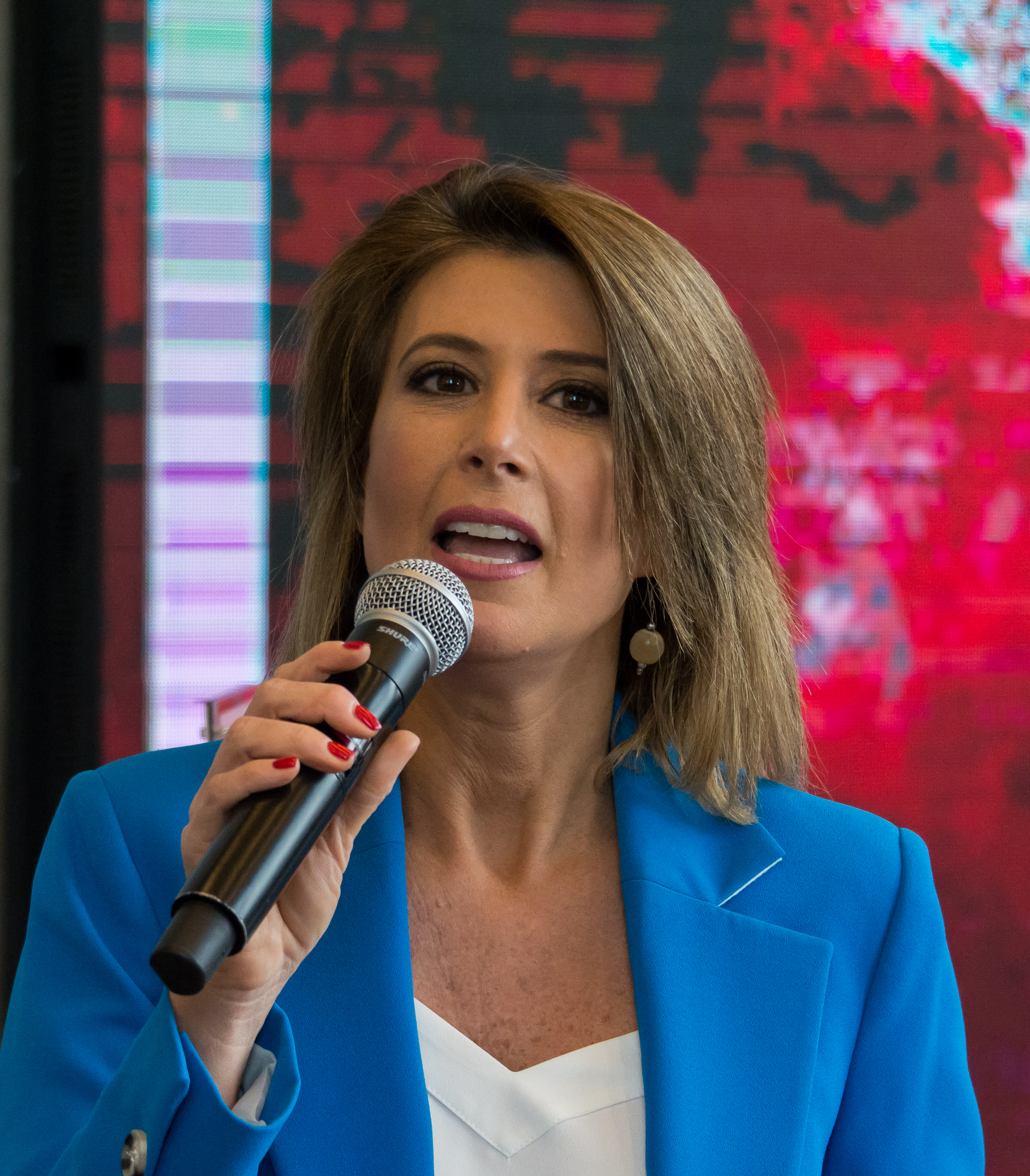
Macarena Pizarro

Macarena Pizarro Prieto (Santiago, 22 de julho de 1973) é uma apresentadora e jornalista chilena.
Em 2002 ganhou o Prêmio APES de melhor liderança jornalística na televisão e em 2004 foi eleita entre as 100 mulheres mais destacadas do ano nas áreas acadêmica, pública e de serviço social. Participou de vários especiais jornalísticos como correspondente: em Londres durante a prisão de Augusto Pinochet, na Guerra do Golfo, na eleição papal de Bento XVI, no Transantiago e na educação chilena.